# This Is Spinal Tap
This is Spinal Tap es una película estadounidense de 1984, de Rob Reiner. Está rodada como un falso documental, acerca de una banda de heavy metal creada por él mismo y los actores del reparto. Ocupa el puesto 48 de las 500 mejores películas de todos los tiempos según la revista Empire. A raíz del rotundo éxito conseguido por la cinta, el grupo llegó a sacar discos posteriormente, haciendo incluso giras de presentación de los mismos. En España, donde la película no fue lanzada al mercado cinematográfico, solo se puede ver en versión original. La Biblioteca del Congreso de Estados Unidos incluyó a This is Spinal Tap en el Registro Nacional de Cine en 2002 para su preservación histórica, al considerar «su importancia cultural, histórica o estéticamente significativa»

## Protagonistas

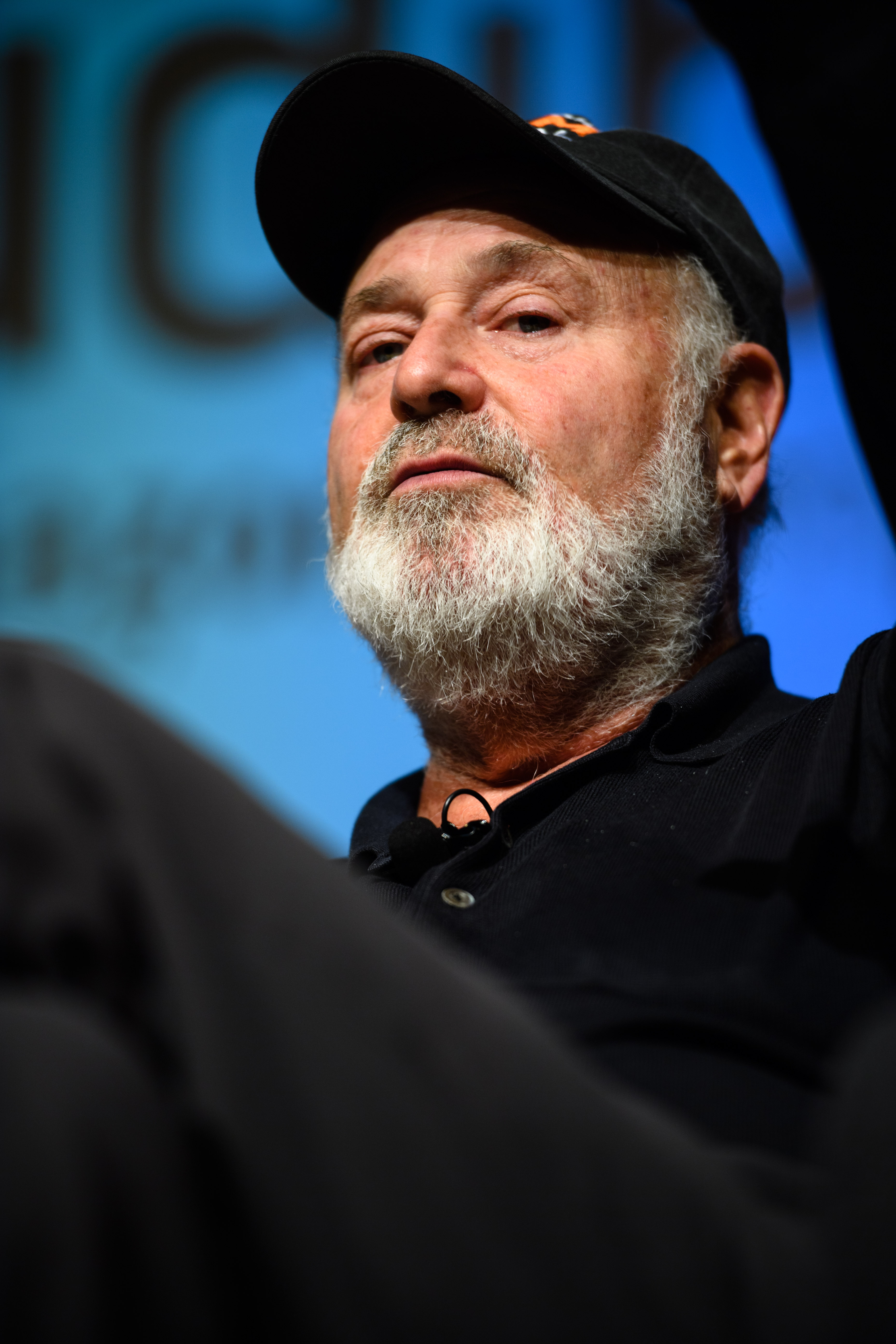
Rob Reiner en 2016.

La película está protagonizada por Christopher Guest (Nigel Tufnel, guitarrista líder), Michael McKean (David St. Hubbins, vocalista y guitarrista), Harry Shearer (Derek Smalls, bajista) y el propio director, Rob Reiner (Marty DiBergi, director del documental). Los cuatro fueron también los autores del guion.
Además, participan en roles secundarios y cameos Paul Shaffer, Fred Willard, Fran Drescher, Bruno Kirby, Howard Hesseman, Ed Begley, Jr., Patrick Macnee, Anjelica Huston, Vicki Blue, Dana Carvey, Paul Shortino y Billy Crystal.

## Argumento

Portada del álbum Smell The Glove.

El cineasta Martin "Marty" Di Bergi está realizando un documental que en 1982 sigue la gira por Estados Unidos del grupo inglés de rock Spinal Tap para promocionar su nuevo álbum Smell the Glove (Huele el guante). La banda la componen los amigos de la infancia David St. Hubbins y Nigel Tufnel en las voces y la guitarra, el bajista Derek Smalls, el teclista Viv Savage, y el batería Mick Shrimpton. Tuvieron cierto éxito como los Thamesmen con su sencillo "Gimme Some Money", antes de cambiarse el nombre y conseguir un pequeño éxito con el himno del flower power "Listen to the Flower People". Más tarde hicieron la transición a la música heavy metal. Varios de sus baterías anteriores murieron en circunstancias extrañas, tales como combustión espontánea, un accidente de jardinería o atragantamiento por el vómito de otra persona. En algunas secuencias se ve que David y Nigel son competentes músicos pero lerdos e inmaduros. Un día Nigel le muestra a Marty su amplificador hecho a medida en el que los diales van hasta el 11, pensando que así su volumen será mayor.
Varios conciertos de la gira se cancelan porque venden pocas entradas y las tiendas de música importantes se niegan a vender el álbum Smell the Glove por su portada sexista. Hay tensiones entre el grupo y su mánager Ian Faith. Jeanine, la novia de David, es una manipuladora devota del yoga y la astrología que se une al grupo en la gira y participa en sus reuniones, influyendo en sus trajes y puesta en escena. El distribuidor decide lanzar el álbum Smell the Glove con una portada completamente negra sin consultar a la banda. A pesar de que les intenta convencer de que tendrá el mismo atractivo que el White Album de los Beatles, el álbum no consigue atraer multitudes a las sesiones de firma de discos.
Nigel sugiere una puesta en escena lujosa y le pide a Ian que encargue una réplica del megalito de Stonehenge. Nigel le hace un esquema rápido en una servilleta y se equivoca en las dimensiones. El resultado es un megalito de 46 cm que es el hazmerreír del grupo. La banda le echa la culpa a Ian y cuando David sugiere que Jeanine sea co-mánager del grupo, Ian abandona. La gira continúa cada vez en escenarios más pequeños. Nigel es marginado por Jeanine y David. En un concierto en una base aérea Nigel se enfada por el mal funcionamiento del equipo de sonido y abandona a mitad del concierto. En su próximo concierto, en el anfiteatro del parque de atracciones, la banda se da cuenta de que su repertorio está muy limitado sin Nigel e improvisa la pieza experimental "Jazz Odyssey", que es mal recibida.
En el último concierto de la gira, David y Derek consideran explorar proyectos descartados, como una producción de teatro musical sobre Jack el Destripador. Antes de subir al scenario, Nigel les dice que su canción «Sex Farm» se ha hecho muy famosa en Japón y que Ian quiere preparar una gira allí. Mientras toca la banda, David invita a Nigel al escenario para reunirlos a todos. Todos están encantados, menos Jeanine. Con Ian repuesto como mánager, Spinal Tap toca una serie de conciertos en Japón a pesar de la pérdida del batería Mick, que explota en el escenario.

## Producción

### Antecedentes
Michael McKean y Christopher Guest se conocieron a finales de la década de 1960 en la universidad de Nueva York y tocaron juntos en un grupo musical. Junto a Harry Shearer y Rob Reiner trabajaron en un programa piloto de televisión en 1978 llamado The TV Show, que hacía una parodia de una banda de rock lamada Spinal Tap. Durante la producción de un sketch en el que se quemaban con aceite, comenzaron a improvisar inventando los personajes que terminarían siendo David St. Hubbins y Nigel Tufnel.

### Desarrollo
Toda la película se filmó en el condado de Los Ángeles durante unas cinco semanas. La visita a la tumba de Elvis Presley se filmó en un parque de Altadena con una réplica. La banda canta "Heartbreak Hotel" porque fue la única canción de Elvis cuyos derechos pudo conseguir la productora Karen Murphy.
Rob Reiner consiguió 60 000 USD de Marble Arch Productions para escribir un guion basado en los personajes de Spinal Tap con McKean, Guest y Shearer. Después de unos días escribiendo se dieron cuenta de que ningún guion podía capturar la película que querían hacer. De modo que decidieron filmar una demo de unos 20 minutos de lo que podría ser una parte de la película. La llevaron a varios estudios y fue rechazada hasta que el escritor-productor Norman Lear decidió apoyar el proyecto.
Casi todos los diálogos de la película están improvisados. A los actores se les daban indicaciones sobre cuándo empezaban y terminaban y la información del personaje necesaria para evitar contradicciones. Todo lo demás salió de ellos. Siempre que fue posible se usó la primera toma para capturar las reacciones naturales. Las canciones originales también fueron escritas por los actores.
El veterano cámara de documentales Peter Smokler trabajó como cámara de la película. Según Reiner, Smokler tenía un gran instinto para colocar la cámara y es el responsable del estilo de cámara en mano cinéma vérité. Sin embargo, no comprendía lo que tenía que ser gracioso en la película. Con Smokler detrás de la cámara la película no se rodó como una de entretenimiento, sino como un documental, sin un guion o un horario de rodaje. Se filmaron más de 100 horas. Las inspiraciones para la película incluyen los documentales Don't Look Back (1967), acerca de Bob Dylan, y The Last Waltz (1978), acerca del grupo The Band.
La famosa secuencia en la que Spinal Tap se pierde entre bastidores está inspirada en un vídeo de Tom Petty en Alemania, en el que atraviesa varias puertas intentando llegar al escenario, pero termina en una pista de tenis bajo techo.
Según Harry Shearer, poco antes de comenzar a rodar, el teclista John Sinclair acababa de volver de una gira con Uriah Heep y le contó cómo habían sido contratados para tocar en una base aérea. Reiner incorporó la historia en la película.
En la postproducción se volvieron a filmar algunas escenas de Christopher Guest porque estaba muy preocupado por la verosimilitud de las posiciones de los dedos en los instrumentos durante las escenas de los conciertos.
El personaje de Jeanine, la novia disruptiva de David, se añadió durante la producción con el fin de proporcionar material de línea argumental para apaciguar a los ejecutivos del estudio, que se preocupaban porque la película no tenía argumento.

## Crítica
Desde su estreno fue muy bien acogida por los críticos y se la tiene como una de las mejores películas de 1984. Rob Reiner acuñó el término mockumentary (mock documentary, falso documental) para referirse al género de la película. La película tiene una calificación del 95% en el tomatometer del sitio web Rotten Tomatoes, que agrega 65 críticas, con una media de 8.64 sobre 10.
Roger Ebert, del periódico Chicago Sun-Times. le otorgó 4 estrellas sobre 4 y escribió:

‘This Is Spinal Tap is one of the funniest, most intelligent, most original films of the year. The satire has a deft, wicked touch. Spinal Tap is not that much worse than, not that much different from, some successful rock bands.‘
‘This Is Spinal Tap es una de las películas más graciosas, más inteligentes y más originales de este año. La sátira tiene un toque hábil y retorcido. Spinal Tap no es mucho peor, ni muy diferente de algunas bandas de rock de éxito.’
Roger Ebert

Cuando Entertainment Weekly compiló en 1999 una lista de las mejores 100 películas de todos los tiempos incluyó This Is Spinal Tap en el apartado demasiado queridas para ignorarlas, que contenía otras 25 películas.
En diciembre de 2002 la Biblioteca del Congreso de Estados Unidos anunció que entre las 25 películas que añadieron en 2002 estaba This Is Spinal Tap. Las películas debían ser estadounidenses y tener una significación cultural, histórica o estética. Hasta 2002 se habían incluido 350 películas en el National Film Registry de la Biblioteca del Congreso.

## Spinal Tapy los músicos
Se convirtió en un insulto para bandas pretenciosas el decirles que eran más graciosas que Spinal Tap. El músico George Lynch dijo que cuanto más seriamente se toma una banda a sí misma, más se parece a Spinal Tap.
En 1986, tras ver un concierto de la banda de metal Venom, el cantante Henry Rollins la comparó con Spinal Tap.
Mike Mills del grupo R.E.M. describió sus primeras giras como muy Spinal Tap, citando entre otras cosas que habían tocado en una base aérea.
Judas Priest, la banda de heavy metal que Rob Reiner vio en la preparación de la película, tuvo 8 baterías en su trayectoria, lo que la web Ultimate Classic Rock lo describió como al nivel de Spinal Tap.
El guitarrista de Marillion, Steve Rothery, describió la participación de 5 baterías durante sus dos primeros álbumes como Spinal Tap.
En el documental Pearl Jam Twenty sobre el grupo Pearl Jam, sus miembros bromean sobre el hecho de que la banda tuvo cinco baterías y lo describen como muy Spinal Tap.
La banda de heavy metal Anvil, se ha llamado a sí misma la verdadera Spinal Tap basándose en los infortunios reflejados en su documental Anvil! The Story of Anvil.
En el documental It Might Get Loud el guitarrista de U2, The Edge, dijo que cuando vio por primera vez Spinal Tap, «no me reí, lloré, porque resumía la ciénaga descerebrada que había llegado a ser la música rock de las grandes compañías discográficas».

## Estos van hasta 11

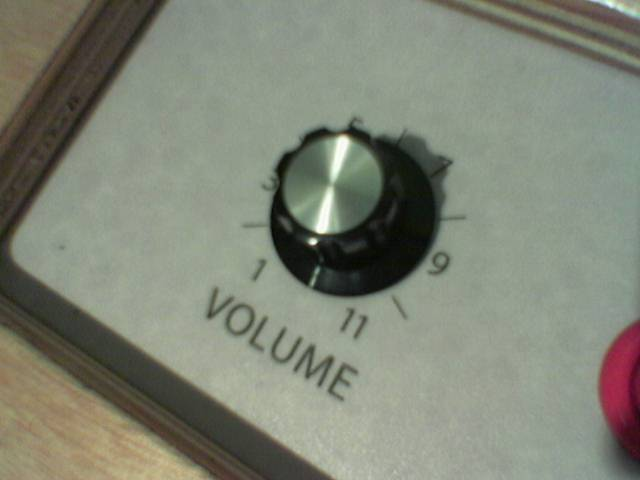
Los diales del amplificador de Nigel van hasta el 11. Es el origen de la expresión «up to eleven» (hasta el once).

## Reparto

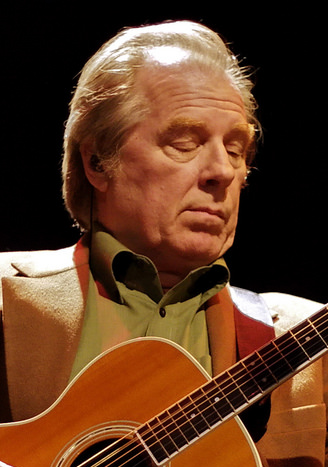
Michael McKean en 2009.
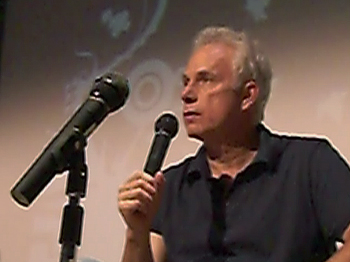
Cristopher Guest en 2008.
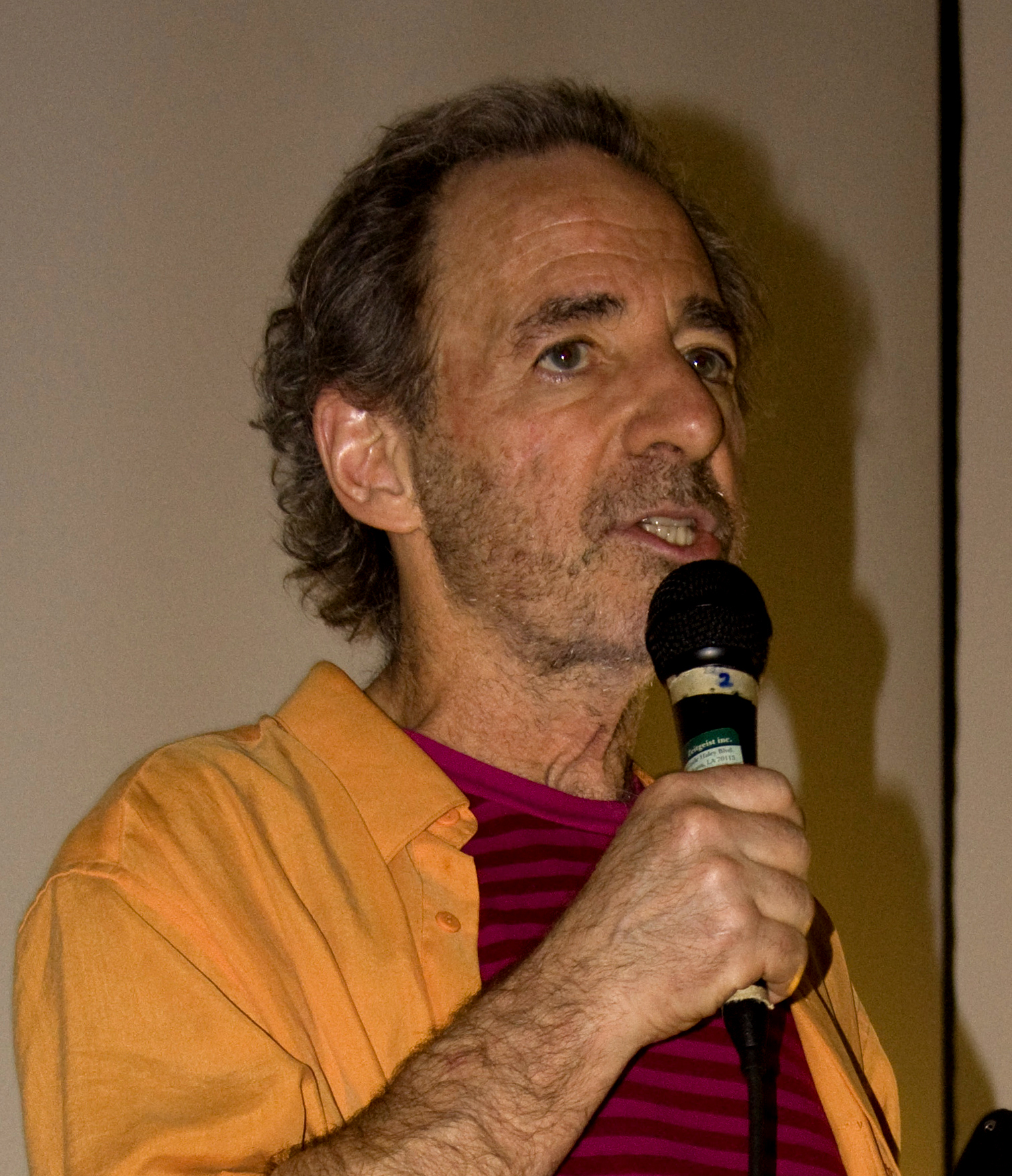
Harry Shearer en 2009.
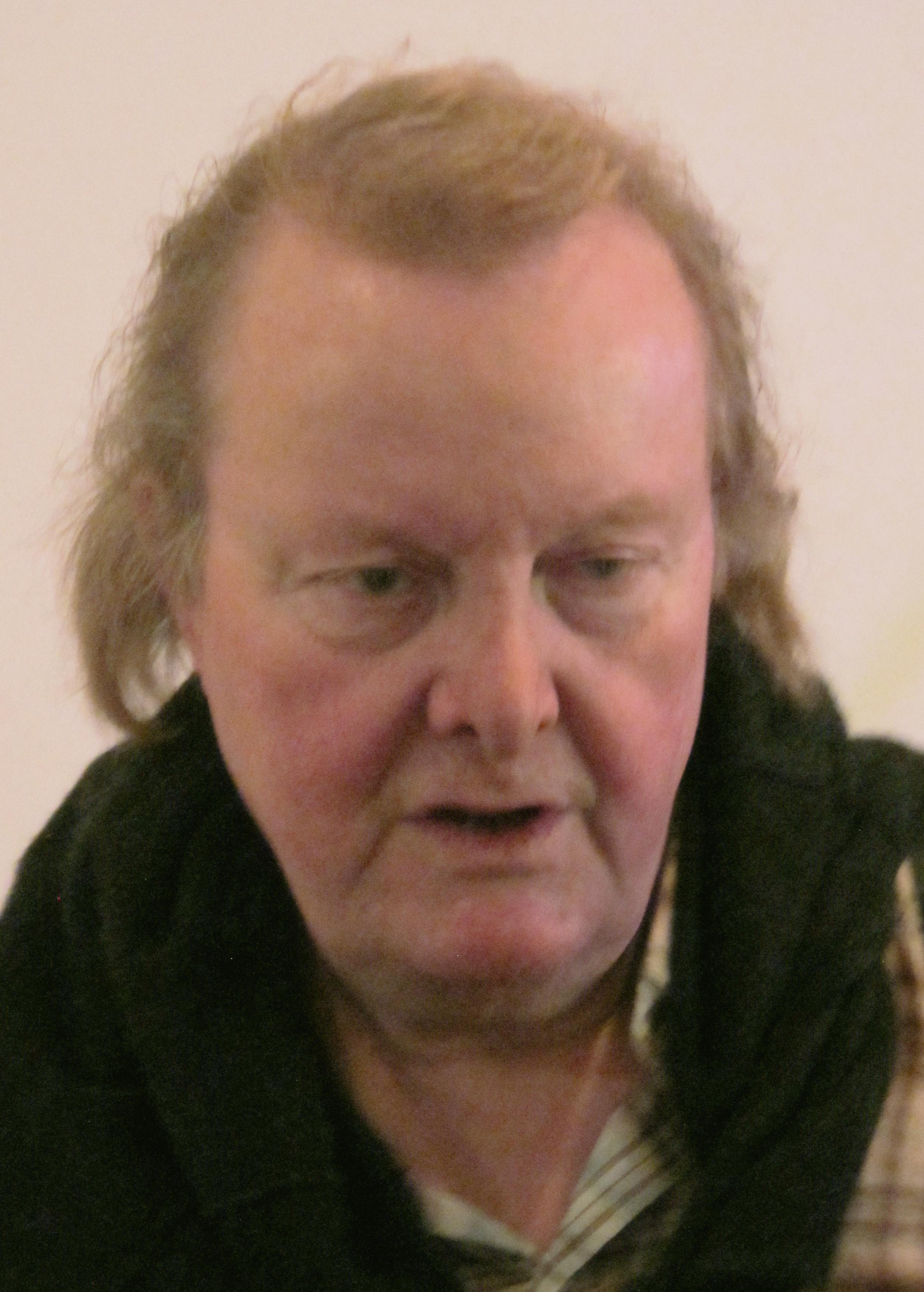
Tony Hendra en 2014.
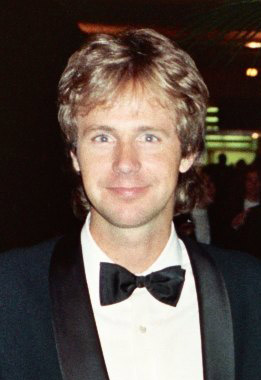
Dana Carvey en 1989.
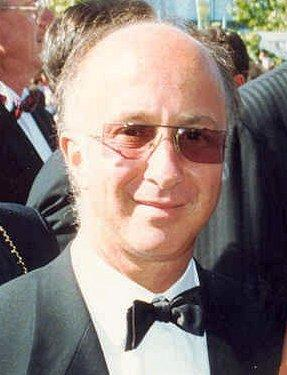
Paul Schaffer en 1992.
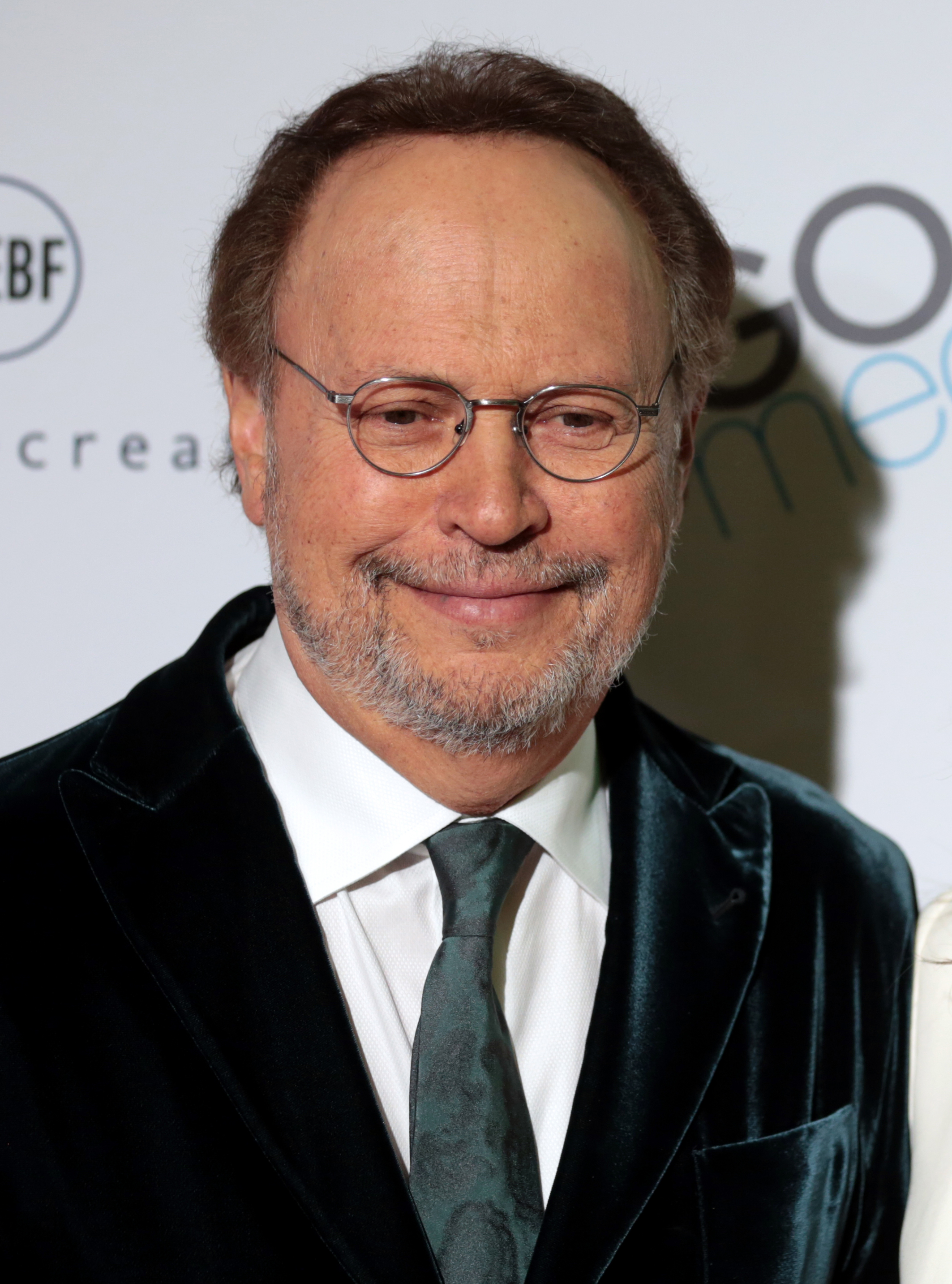
Billy Crystal en 2018.
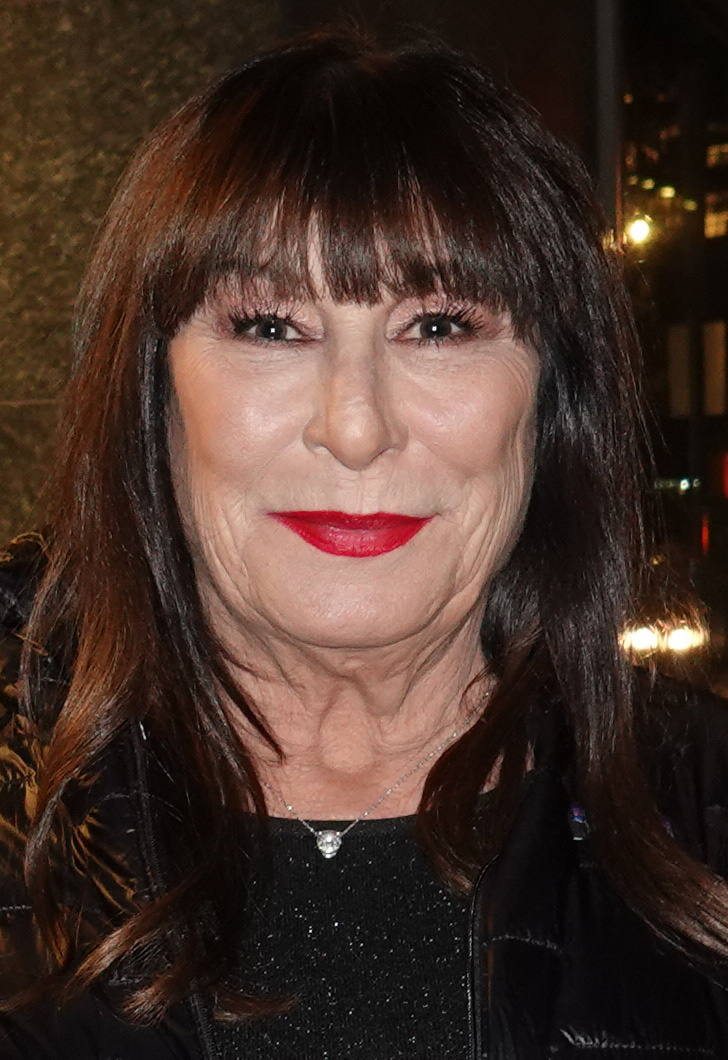
Anjelica Huston en 2019.
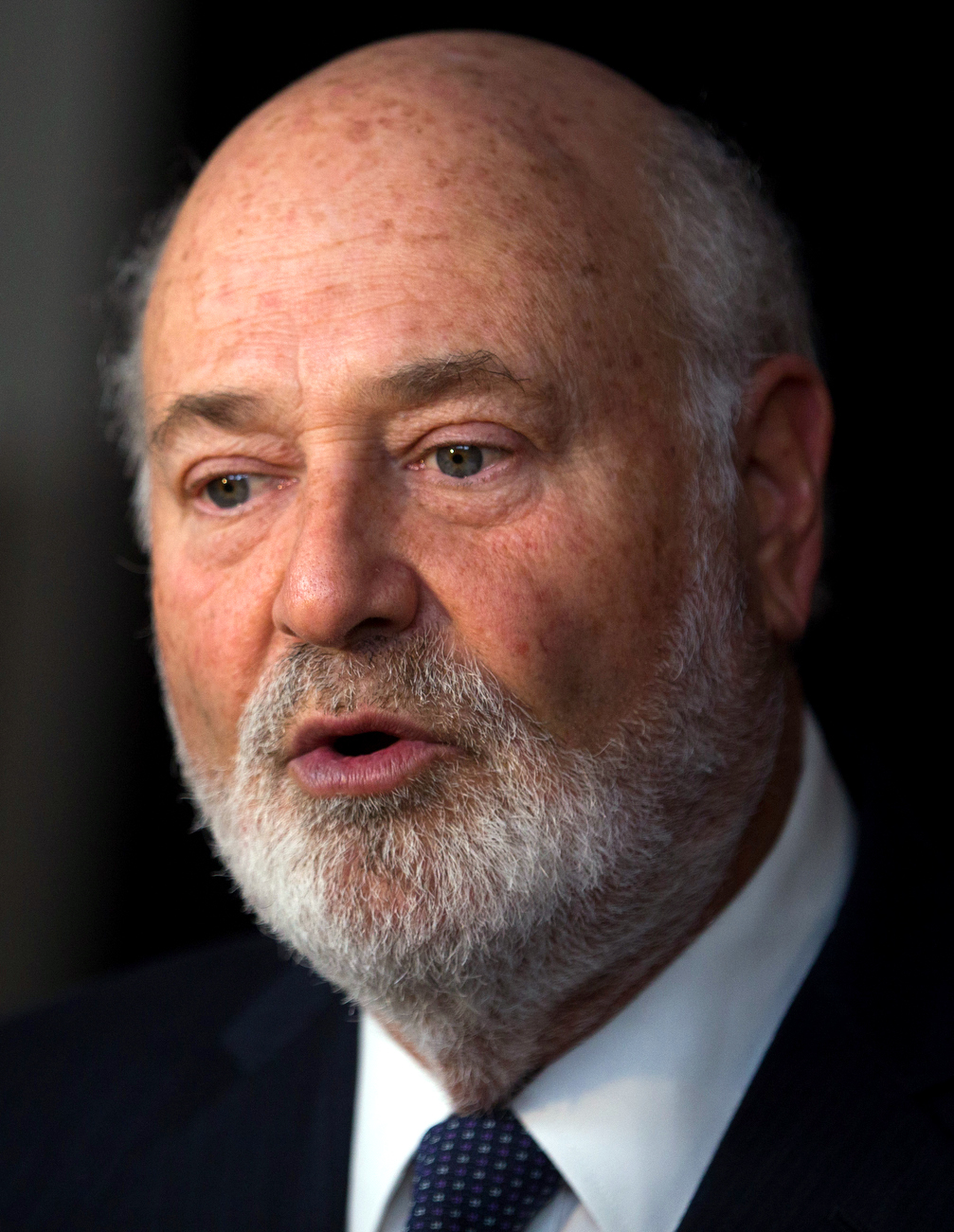
Rob Reiner en 2016.